# Neocyttus
Neocyttus is een geslacht van straalvinnige vissen uit de familie van oreos (Oreosomatidae). Het geslacht is voor het eerst wetenschappelijk beschreven in 1908 door Gilchrist.

## Soorten
- Neocyttus acanthorhynchus Regan, 1908
- Neocyttus helgae (Holt & Byrne, 1908)
- Neocyttus psilorhynchus Yearsley & Last, 1998
- Neocyttus rhomboidalis Gilchrist, 1906